# Henry Mayer (acteur)
Pour les articles homonymes, voir Henry Mayer.
Henry Mayer, né le 29 décembre 1857 à Paris et mort dans la même ville le 28 août 1941, est un acteur français, sociétaire de la Comédie-Française.

## Biographie
Henry Mayer entre au Conservatoire, dans la classe de Edmond Got, et obtient un second accessit de Comédie en 1882. Il débute au Théâtre du Vaudeville en 1892.
Il crée, en 1895, avec Léonie Yahne, les rôles, dans L'Âge difficile de Jules Lemaître, dans Les Demi-Vierges de Marcel Prévost et dans Viveurs de Henri Lavedan. À cette époque Toulouse-Lautrec, les représente dans ses lithographies. En 1895, Toulouse-Lautrec a créé une lithographie, Léonie Yahne et Henry Mayer jouant dans la pièce L'Âge difficile de Jules Lemaître.

## Théâtre

### Hors Comédie-Française
- 1888 : La Chance de Françoise de Georges de Porto-Riche, Théâtre-Libre
- 1892 : Le Prince d'Aurec de Henri Lavedan, Théâtre du Vaudeville
- 1894 : Pension de famille de Maurice Donnay, Théâtre du Gymnase (création 27 octobre 1894)
- 1895 : L'Âge difficile, comédie en 3 actes, de Jules Lemaître, Théâtre du Gymnase, 29 janvier 1895
- 1895 : Les Demi-Vierges,  de Maurice Prévost, Théâtre du Gymnase (2 mai)
- 1895 : Viveurs, pièce en quatre actes, de Henri Lavedan,  Théâtre du Vaudeville (20 novembre)
- 1896 : La Famille Pont-Biquet d'Alexandre Bisson, Théâtre du Gymnase
- 1897 : La Douloureuse de Maurice Donnay, Théâtre du Vaudeville
- 1897 : 1807 d'Adolphe Aderer et Armand Ephraïm : Montcornet
- 1897 : Le Passé de Georges de Porto-Riche : Maurice Arnault
- 1897 : Les Trois filles de monsieur Dupont d'Eugène Brieux, Théâtre du Gymnase
- 1897 : Le Partage d'Albert Guinon, Théâtre du Vaudeville

### Carrière à la Comédie-Française
Entrée à la Comédie-Française en 1901
sociétaire de 1905 à 1922
341e sociétaire
Sociétaire honoraire en 1923
- 1901 : L'Énigme de Paul Hervieu : Vivarce
- 1902 : Le Marquis de Priola de Henri Lavedan : le docteur Savières
- 1902 : Le Plaisir de rompre de Jules Renard : Maurice
- 1902 : Le Passé de Georges de Porto-Riche : Maurice Arnault
- 1902 : L'Autre Danger de Maurice Donnay : Ernstein
- 1903 : Les affaires sont les affaires d'Octave Mirbeau : le vicomte de la Fontenelle
- 1903 : Le Dédale de Paul Hervieu : Hubert de Saint-Éric
- 1904 : La Plus faible de Marcel Prévost : Jacques Nerval
- 1905 : La Conversion d'Alceste de Georges Courteline : Alceste
- 1905 : Le Réveil de Paul Hervieu : Raoul de Mégée
- 1906 : Paraître de Maurice Donnay : Paul Margès
- 1906 : Les Mouettes de Paul Adam : Jean Kervil
- 1906 : Poliche de Henry Bataille : Boudier
- 1908 : Le Misanthrope de Molière, mise en scène Jules Truffier : Philinte
- 1908 : L'Écran brisé de Henry Bordeaux : Pierre Émagny
- 1912 : Sapho d'Alphonse Daudet et Adolphe Belot : Déchelette
- 1912 : L'Embuscade de Henry Kistemaeckers : Gontran de Limeuil
- 1914 : La Révolte d'Auguste de Villiers de L'Isle-Adam : Félix
- 1916 : Le Bourgeois gentilhomme de Molière : Dorante
- 1916 : George Dandin de Molière : Clitandre
- 1920 : La Fille de Roland de Henri de Bornier : Ragenhardt
- 1920 : Hernani de Victor Hugo : Don Ricardo
- 1920 : Juliette et Roméo d'André Rivoire d'après William Shakespeare : le prince
- 1921 : Monsieur de Pourceaugnac de Molière, mise en scène Georges Berr : l'exempt
- 1922 : Les Brebis de Panurge
- 1922 : La Parisienne de Henry Becque
- 1923 : Flipote de Jules Lemaitre
- 1923 : Monsieur Brotonneau de Robert de Flers et Gaston Arman de Caillavet : M. de Berville
- 1924 : Molière et son ombre de Jacques Richepin
- 1924 : Œdipe à Colone de Sophocle : le messager

### Metteur en scène
- 1924 : LHéritage d'André Pascal, théâtre Antoine